# Obergeiersnest

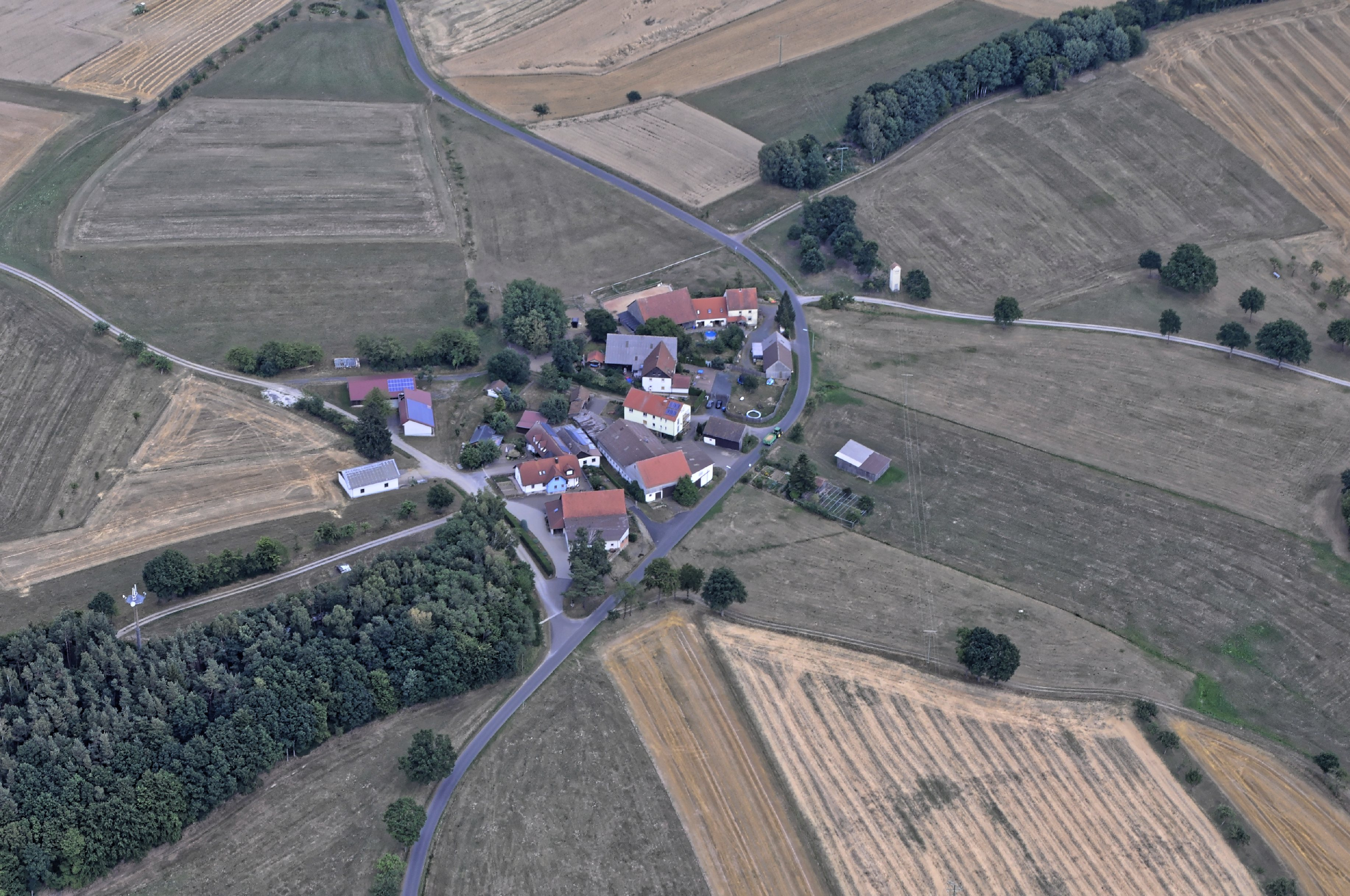
Obergeiersnest von oben

Obergeiersnest ist ein Gemeindeteil des Marktes Schondra im unterfränkischen Landkreis Bad Kissingen in Bayern.

## Geographische Lage
Der Weiler Obergeiersnest befindet sich südwestlich von Schondra auf dem 446 Meter hohen Steinknorz (ehemals „Geiersberg“) am Zusammenfluss von Kleiner und Großer Schondra.
Westlich von Obergeiersnest verläuft die B 27, die nordwärts über Unterleichtersbach, Oberleichtersbach und Buchrasen und südwärts über Neuwirtshaus (Ortsteil von Wartmannsroth) und Untererthal (Ortsteil von Hammelburg) nach Hammelburg führt.
Die Durchfahrtsstraße von Obergeiersnest mündet westwärts in Untergeiersnest in die B 27 und führt ostwärts als Kreisstraße KG 33 nach Schönderling. Durch Obergeiersnest führt der Fränkische Marienweg.

## Geschichte
Obergeiersnest entwickelte sich aus dem Ort Geiersnest, der möglicherweise aus einem Einzelhof entstand und dessen erste bekannte Erwähnung (als „Geyersnechst“) aus der Zeit um 1520 stammt. Der im Besitz des Klosters Thulba befindliche Ort gehörte zur Pfarrei Schondra und zur Zent Brückenau. Als um 1550/1560 Untersgeiersnest gegründet wurde, wurde Geiersnest zum Zwecke der Unterscheidung in Obergeiersnest umbenannt.
Der Deutsche Bauernkrieg veranlasste die Einwohner angeblich, den Ort zu verlassen, der aber spätestens 1532/33 wieder bewohnt war.
Bei einem Großbrand am 12. September 1929 wurden fünf Wohnhäuser, drei Scheunen sowie mehrere Nebengebäude zerstört; der Schaden betrug 80.000 RM.
Am 1. Mai 1978 wurde Obergeiersnest im Rahmen der Gebietsreform in Bayern ein Gemeindeteil von Schondra.